# اندرو کونینگ
اندرو ریچارد کونیگ (آوانگاری: [ˈkø:nɪç] زادهٔ ژوئن ۱۹۵۲) پژوهشگر و برنامه‌نویس پیشین ای‌تی‌اندتی و آزمایشگاه‌های بل است.

او نویسندهٔ کتاب دام‌ها و پرتگاه‌های سی (انگ‍) و نویسندهٔ همکار (با باربارا مو انگ‍) کتاب‌های سی++ شتاب‌یافته و نشخوار فکری در
C++‎ است. نام او با جستجوی نام وابسته به  آرگومان، که با نام جستجوی کونیگ (انگ‍) نیز شناخته می‌شود، مرتبط است، اگرچه او مخترع آن نیست.

او به عنوان ویراستار پروژهٔ کمیتهٔ استانداردهای ISO/ANSI برای سی++ خدمت کرده است و بیش از ۱۵۰ مقاله در مورد سی++ منتشر کرده است.